# Temu (marketplace)
Temu este o piață online operată de compania chineză de comerț electronic PDD Holdings.
Oferă bunuri de larg consum la prețuri reduse, care sunt în mare parte expediate consumatorilor direct din China.
Modelul de afaceri Temu l-a permis să devină popular în rândul consumatorilor, dar a atras, de asemenea, îngrijorări cu privire la confidențialitatea datelor, munca forțată, proprietatea intelectuală și calitatea produselor sale de pe piață. Compania a fost implicată în dispute legale cu rivalul său, Shein.

## Istorie
Temu este deținut și operat de PDD Holdings, care deține și Pinduoduo, o platformă comună de comerț online în China. PDD Holdings a fost inițial înregistrat în Insulele Cayman, înainte de a-și muta locul de constituire la Dublin în 2023.
Platforma Temu a fost lansată pentru prima dată în Statele Unite în septembrie 2022. În martie 2023, Temu s-a lansat în Australia și Noua Zeelandă. În luna următoare, Temu a fost lansat și în Franța, Germania, Italia, Țările de Jos, Spania și Marea Britanie.
Temu s-a extins în cele din urmă pe piața din America Latină. Pe 17 ianuarie 2024, Temu s-a lansat oficial în Africa de Sud, a 49-a țară în care Temu a intrat de la lansarea sa în septembrie 2022. Operează acum pe peste 90 de piețe din America, Europa, Orientul Mijlociu, Africa, Asia și Oceania.
În februarie 2024, Temu a difuzat mai multe reclame pentru Super Bowl, oferind cadouri de 15 milioane USD. Drept urmare, compania a înregistrat o creștere a căutărilor pentru numele și traficul lor.
În urma reclamelor pentru Super Bowl din februarie 2024, Temu a ajuns la 100 de milioane de utilizatori activi în SUA, peste 130 de milioane de descărcări de aplicații la nivel global și aproximativ 420 de milioane de vizite lunare pe site, conform Semrush.

## Procese cu Shein
În decembrie 2022, Temu a fost dat în judecată de compania rivală Shein, susținând că Temu a înrolat influenți online „pentru a face declarații false și înșelătoare” despre Shein pentru a-și promova propriile bunuri. Ulterior, Temu a dat în judecată pe platforma Shein în iulie 2023, pretinzând că Shein „s-a angajat într-o campanie de amenințări, intimidare, afirmații false de încălcare și încercări de a impune amenzi punitive fără temei producătorilor de îmbrăcăminte despre care se credea că lucrează cu Temu”. La 31 iulie 2023, Shein a câștigat un ordin de restricție temporar împotriva lui Temu într-un alt caz, susținând că compania a folosit imaginile cu drepturi de autor ale lui Shein în listele de produse. Mai târziu, în August, Shein a solicitat o ordonanță împotriva lui Temu, depusă la Înalta Curte din Londra, susținând că compania „a identificat mii de cazuri” în care vânzătorii Temu și-au copiat fotografiile de pe listă. Shein a cerut ca toate posturile care încălcau să fie eliminate și daunele să fie de cel puțin 100.000 de lire sterline.
Pe 18 iulie 2023, Temu a intentat un proces federal, acuzându-l pe Shein că a încălcat legile antitrust din SUA. Temu a declarat în rechizitoriu că, începând cu 2022, Shein deține mai mult de 75% din piața de modă ultra-rapidă din SUA și își valorifică dominația pe piață pentru a impune acorduri exclusive cu producătorii de îmbrăcăminte, limitându-i să colaboreze cu Temu. Temu a mai susținut că, în mai 2023, Shein a mandatat ca cei 8.338 de producători săi care furnizează sau vând pe platforma lor să semneze acorduri de distribuție exclusivă, împiedicându-i să-și ofere produsele pe platforma Temu sau vânzătorilor afiliați la Temu. Temu susține că acești producători legați de Shein constituie o parte substanțială, estimată la 70% până la 80%, din toți comercianții care oferă produse ultra-rapide în S.U.A., ceea ce duce la prețuri mai mari, mai puține opțiuni pentru consumatori și împiedică creșterea ultra-rapidă din SUA.
În octombrie 2023, Shein și Temu au cerut ca cazurile lor respective unul împotriva celuilalt să fie respinse fără a aduce atingere în Massachusetts și Illinois. Niciuna dintre companii nu a oferit explicații suplimentare sau dacă a fost încheiată o înțelegere.
În decembrie 2023, Temu l-a dat din nou în judecată pe Shein, invocând interferențe ilegale cu furnizorii săi.

## Model de afaceri
Temu permite vânzătorilor din China să vândă și să livreze direct clienților fără a fi nevoiți să se bazeze pe distribuitori intermediari din țara de destinație, făcând produsele mai accesibile. Unii vânzători au declarat că Temu le-a cerut să-și scadă prețurile, chiar până la punctul de a vinde articole în pierdere. Temu oferă bunuri gratuite unor utilizatori care recomandă cu succes noi utilizatori prin coduri de afiliere, rețele sociale și gamification. Achizițiile online de pe Temu se pot face folosind un browser de internet sau printr-o aplicație mobilă dedicată. Temu folosește campanii de publicitate online la scară largă pe Facebook și Instagram.
Temu cere vânzătorilor săi să-și ofere produsele la prețuri mai mici decât cele găsite pe AliExpress. Atunci când mai mulți vânzători oferă același produs, Temu îl autorizează doar pe cel cu prețul cel mai mic. Articolele care nu îndeplinesc cerințele minime de vânzare ale Temu (30 de bucăți și 90 USD în 14 zile) sunt eliminate de pe platformă.
Compania a făcut reclame intense în aplicațiile mobile și a difuzat reclame TV despre Super Bowl LVIII, rezultând în popularitatea lor. O cercetare realizată de Sensor Tower a arătat că, în ultimul trimestru al anului 2023, utilizatorii Temu au petrecut în medie 23 de minute pe săptămână pe aplicație, comparativ cu 18 minute pe Amazon și 22 de minute pe eBay.
Temu a lansat o inițiativă local-locală, permițând utilizatorilor români să achiziționeze produse de la comercianți locali din țară. Această abordare permite o livrare mai rapidă, consolidează prezența Temu pe piața locală și susține activitatea de comerț electronic intern.
În aprilie 2025, Temu și DHL au semnat un Memorandum de Înțelegere (MoU) menit să consolideze sprijinul pentru afacerile locale. Acest parteneriat va îmbunătăți capacitățile logistice și de livrare, aducând beneficii întreprinderilor mici și mijlocii (IMM-uri) prin îmbunătățirea accesului acestora la soluții de transport maritim eficiente și fiabile.

## Plângeri ale consumatorilor
Unii comercianți folosesc Temu ca o casă de compensare unde încearcă să vândă produse de calitate scăzută, expirate sau învechite.
Potrivit lui Andrew Chow, care scrie pentru Time, în 2022 clienții Temu s-au confruntat cu o erupție de pachete nelivrate, discrepanțe ale produselor din cauza reclamelor false și taxe misterioase, precum și servicii pentru clienți care nu răspundeau.
Potrivit lui Sarah Perez, care scrie pentru TechCrunch în legătură cu campaniile publicitare ale Temu, „Aceste reclame par să funcționeze pentru a promova instalarea aplicației Temu, dar tu poți să cercetezi recenziile aplicației și vei găsi plângeri similare cu Wish, inclusiv înșelătorii, deteriorări ale produselor și întârziere, comenzi incorecte și lipsa serviciului pentru clienți.”
În octombrie 2022, filiala din Boston a Better Business Bureau a deschis un dosar pentru Temu; până la sfârșitul anului 2022, au primit 31 de reclamații de la clienți cu privire la serviciul site-ului. În ianuarie 2024, compania are un rating BBB de C+, deși compania nu este acreditată BBB.
În martie 2024, BabyCenter a făcut o analiză a aplicației Temu și a spus că site-ul web a găsit produse care au fost rechemate, ar putea fi contrafăcute sau ar putea eluda standardele și caracteristicile de siguranță din SUA care sunt importante în prevenirea problemelor precum sufocarea.
Evaluările recente realizate de terți au oferit o perspectivă mai nuanțată. În martie 2024, organizația de consumatori din Germania, Stiftung Warentest, a publicat un studiu care a testat peste 100 de articole cumpărate de la Temu, comparând produsele cu alte platforme importante precum Amazon, eBay, AliExpress, Fruugo, Wish și Banggood. Studiul a constatat că 78% dintre produsele Temu testate au fost complet funcționale, electronicele, bunurile de uz casnic și jucăriile îndeplinind așteptările generale. Raportul a evidențiat că Temu a avut performanțe pozitive în test, depășind mulți dintre concurenții săi în mai multe categorii.

## Preocupări privind confidențialitatea datelor
În mai 2023, Comisia de revizuire economică și de securitate din Statele Unite ale Americii și China și-a exprimat îngrijorarea cu privire la riscurile pentru datele personale ale utilizatorilor de pe Temu, după ce Pinduoduo, aplicația sa asemănătoare din China, a fost suspendată de pe Google Play, deoarece unele dintre versiunile sale, care nu sunt disponibile în aplicația Google Play, au fost descoperite că conțin programe malware. La două zile după lansarea unei actualizări pentru a elimina exploit-urile, Pinduoduo a desființat echipa de ingineri și manageri de produs care le dezvoltaseră. Potrivit unei surse CNN, cea mai mare parte a echipei a fost transferată la Temu, lucrând în diferite departamente, dar un grup central de ingineri a rămas la Pinduoduo.
La 17 mai 2023, Greg Gianforte, guvernatorul statului american Montana a interzis aplicația Temu pe dispozitivele guvernamentale la nivel de stat, împreună cu aplicațiile ByteDance (inclusiv TikTok, WeChat și Telegram).
Potrivit Politico, „Apple a spus că compania a încălcat anterior regulile obligatorii de confidențialitate ale companiei și a indus în eroare oamenii cu privire la modul în care își folosește datele.”.
Acțiuni colective separate au fost intentate împotriva Temu în 2023, situate în Illinois și New York, fiecare în ceea ce privește gestionarea de către Temu a datelor private colectate prin conturile create pe platforma lor.
Cu toate acestea, Temu a luat măsuri semnificative pentru a-și îmbunătăți măsurile de securitate și confidențialitate a datelor. La începutul anului 2024, Temu a primit certificarea MASA pentru eforturile sale sporite în asigurarea confidențialității și datelor utilizatorilor. În plus, Temu s-a alăturat Grupului de lucru Anti-Phishing (APWG), un consorțiu internațional care lucrează pentru combaterea phishing-ului și a altor amenințări de fraudă online.

## Preocupări legate de munca forțată
În iunie 2023, Comitetul Selectat al Camerei Statelor Unite pentru Concurență Strategică dintre Statele Unite și Partidul Comunist Chinez a declarat că Temu nu a menținut „nici măcar fațada unui program semnificativ de conformitate” cu Legea privind prevenirea muncii forțate uigure pentru a păstra bunurile fabricate de către munca forțată în afara platformei sale. Raportul comitetului a oferit o evaluare critică a Temu, sugerând că există un „risc extrem de mare de contaminare prin muncă forțată în cadrul lanțurilor de aprovizionare ale Temu”. Raportul a mai constatat că Temu a exploatat regulile de minimis ale Statelor Unite pentru a se sustrage de la aplicarea vamală. În 2024, Temu s-a confruntat cu critici reînnoite, referitor la raportul din 2023 al senatorului american Tom Cotton și al reprezentanților Camerei SUA Kat Cammack și Michelle Steel, după ce compania a difuzat reclame în timpul Super Bowl LVIII.

## Preocupări de proprietate intelectuală
Vânzătorii de pe Temu se confruntă cu acuzații recurente de încălcare a drepturilor de proprietate intelectuală. Au fost raportate, de asemenea, cazuri de furt de design.
În mai 2025, Temu a semnat un acord cu Coaliția Internațională Anticontrafacere (IACC) pentru a intensifica eforturile împotriva vânzării online de produse contrafăcute.

## Cultura muncii
Temu a fost criticat pentru că are o cultură intensă la locul de muncă și încurajează un sistem de 996 de ore de lucru. Această cultură la locul de muncă a fost conectată cu incidentele deceselor angajaților PDD Holdings care au făcut titluri internaționale.
În 2024, Financial Times și The Wall Street Journal au raportat că PDD Holdings, compania-mamă a lui Temu, folosește procese de supraveghere și neconcurență împotriva foștilor angajați care pleacă să lucreze pentru rivali.

## Publicitate
În 2023, unele reclame Temu au fost interzise de către Advertising Standards Authority (ASA) pentru că arăta o fată care purta bikini într-o ipostază „destul de adultă” pentru vârsta ei, jockstraps care arătau „conturul organelor genitale”, pantaloni scurți de ciclism care „au apărut ca lenjerie intimă cu fundul decupat”, și poze cu rochii indecente. Temu a spus că poza fetei a încălcat politica companiei și nu va fi afișată din nou, dar a contestat celelalte constatări ale ASA, spunând că faptul că nu arăta fețele modelelor și alți retaileri aveau fotografii similare.

## Legături externe
- Site web oficial